# Амраваті (дивізіон)
Амрава́ті (англ. Amravati division) — один із 6 дивізіонів у складі штату Махараштра на заході Індії. Розташований на півночі центрально-східної частини штату. Адміністративний центр — місто Амраваті.

## Адміністративний поділ
До складу дивізіону входить 5 округів та 56 техсілів:
| Населений пункт | Площа, км² | Населення, осіб (2011) | Техсіли |
| --------------- | ---------- | ---------------------- | ------- |
| Акола           | 5676       | 1813906                | 7       |
| Амраваті        | 12210      | 2888445                | 14      |
| Булдана         | 9661       | 2586258                | 13      |
| Вашім           | 4898       | 1197160                | 6       |
| Яватмал         | 13582      | 2772348                | 16      |